# Cestrum mariquitense
Cestrum mariquitense är en potatisväxtart som beskrevs av Carl Sigismund Kunth. Cestrum mariquitense ingår i släktet Cestrum och familjen potatisväxter. Inga underarter finns listade i Catalogue of Life.